# Eduardo de Martino
Eduardo de Martino (Meta, Nápoles, 29 de marzo de 1838 - Londres, 21 de mayo de 1912) fue un pintor italiano.

## Biografía
Estudió en la Real Academia Naval de Nápoles; se desempeñó en la marina de guerra del Reino de las dos Sicilias y, desde 1861, en la del Reino de Italia después de la unificación del país. Luego se mudó a Montevideo y más adelante a Porto Alegre. En 1875 se instaló en  Inglaterra, donde es nombrado Pintor de Marina. Durante su carrera como pintor realizó paisajes, paisajes marinos y escenas de combates navales.
Fue nombrado comendador de honor de la Real Orden Victoriana en 1902.

## Obras seleccionadas

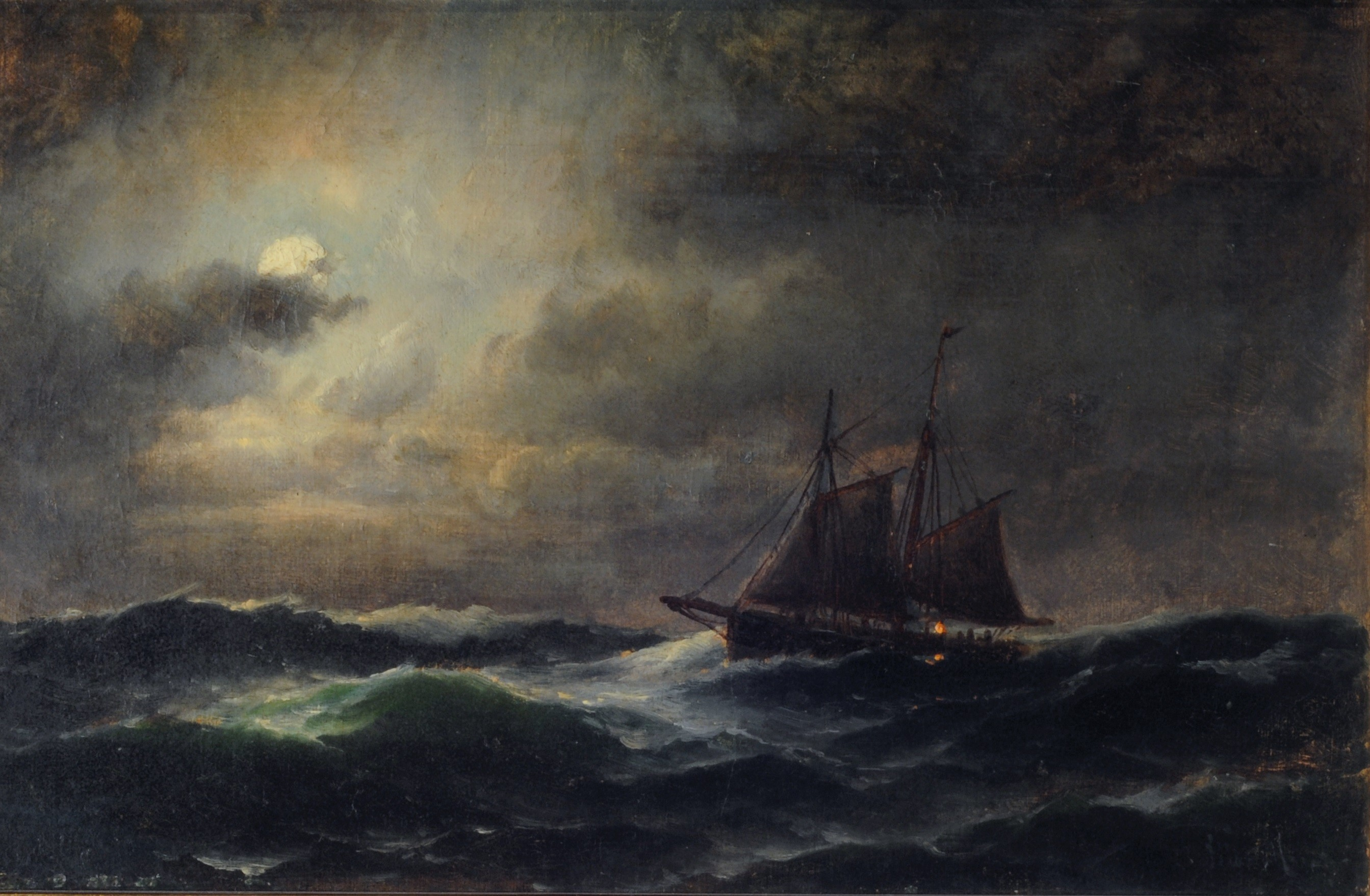
Cutter en alta mar.
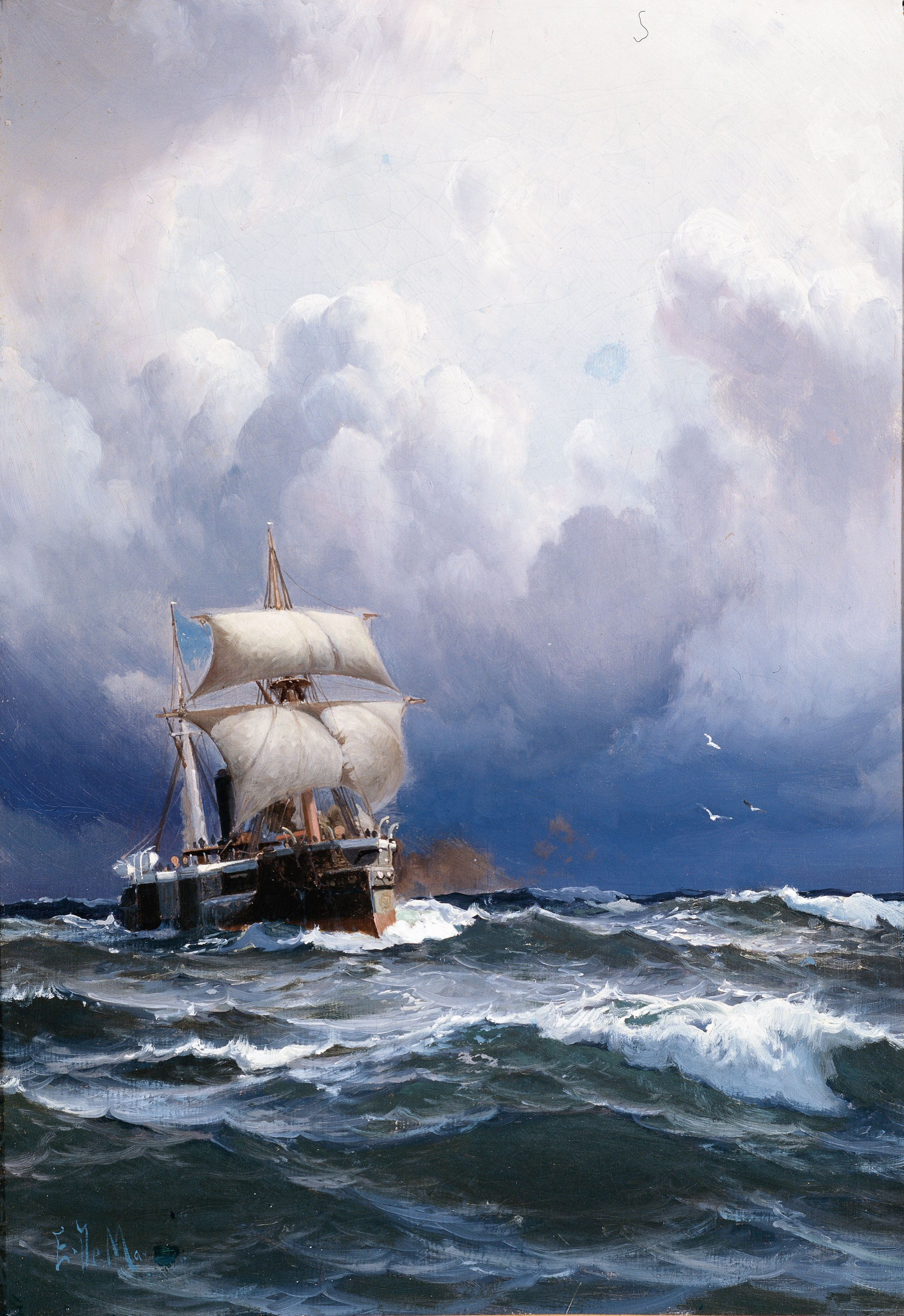
El Almirante Brown llegando a puerto.
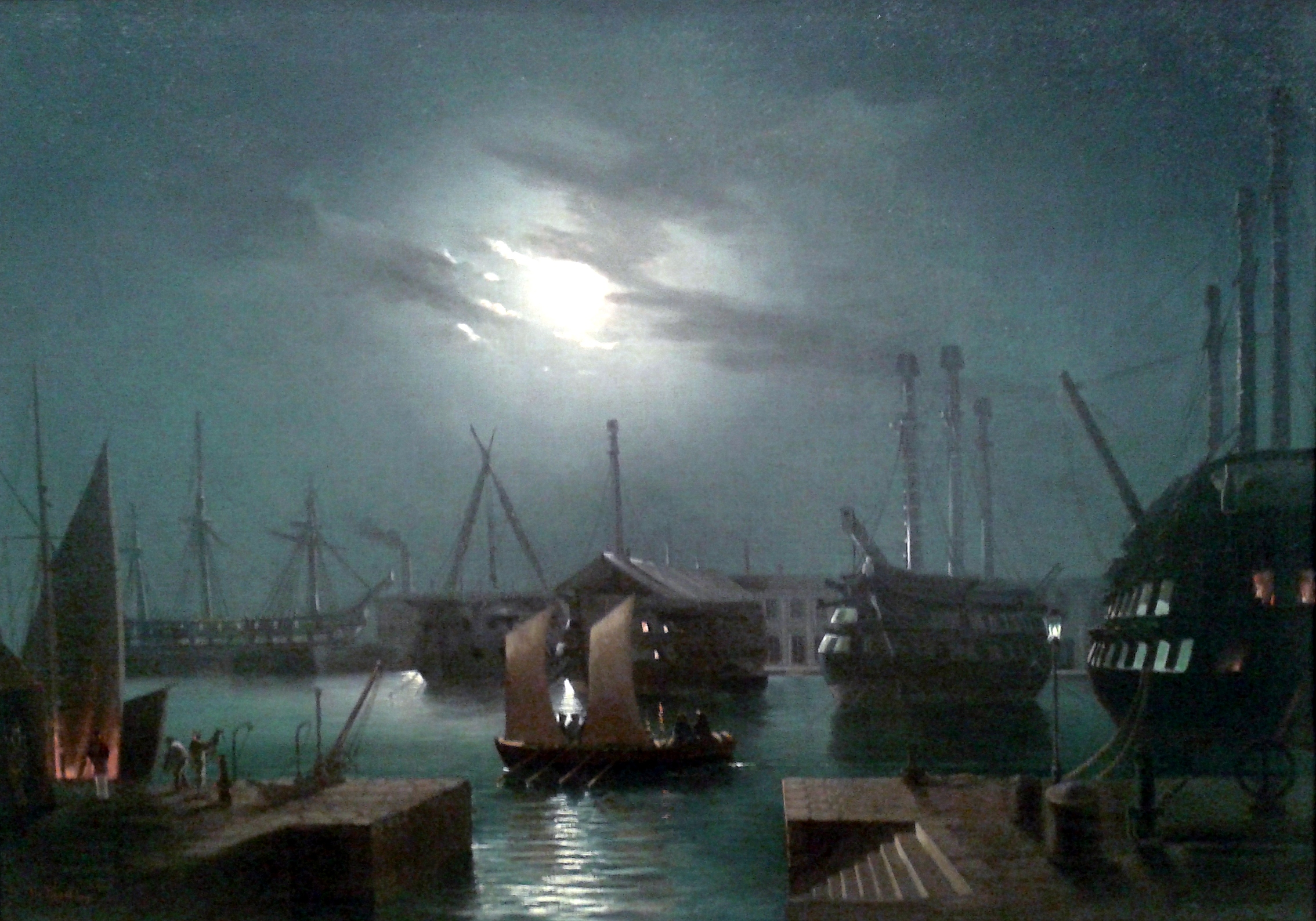
Puerto de noche.
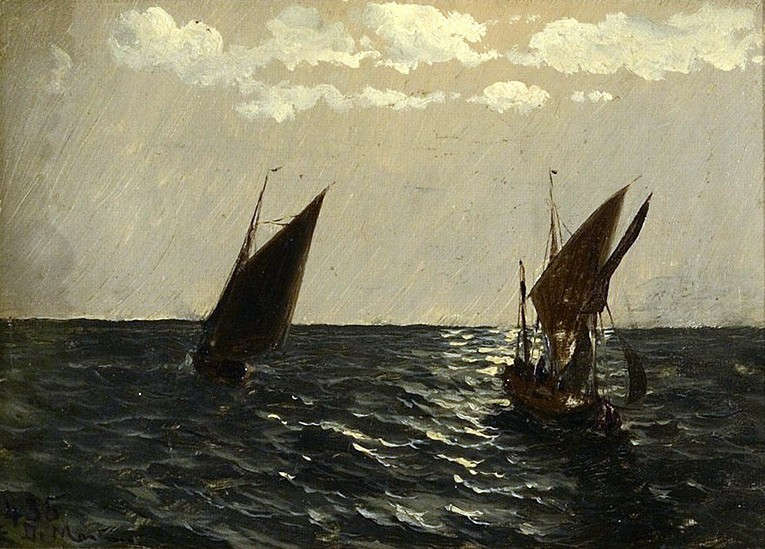
Marina.